# Hans Graf Huyn
Hans Graf Huyn -también conocido como Hans Von Huyn- (3 de julio de 1930 Varsovia; 22 de enero de 2011, Renon, Tirol del Sur) fue un diplomático, político del Unión Social Cristiana y publicista bávaro-alemán.

## Biografía

### Primeros años
Hans Graf Huyn era hijo del agregado de prensa de la Embajada de Alemania en Polonia, Johannes Franz Graf Huyn (1894-1941) y Liselotte von Philipp. Se casó con Rosemary Ferdinande Altgräfin zu Salm-Reifferscheidt-Krautheim und Dyck . El matrimonio produjo a los niños Johannes, Marie Christine, Franz-Ferdinand y Assunta. Después de asistir a varias escuelas en el extranjero y al Maximiliansgymnasium en Múnich, Huyn estudió derecho, filosofía e historia , así como idiomas en la Universidad de Múnich y en universidades de Francia y América del Sur.  En 1954 aprobó el examen estatal de derecho en Múnich. En 1955 se convirtió en agregado en el Ministerio de Exterior.

### Carrera
En 1956 participó en las negociaciones de la Comunidad Económica Europea en Bruselas como secretario . De 1956 a 1957 ocupó cargos diplomáticos en Túnez y Dublín y estuvo empleado en la sede del Ministerio de Exterior hasta 1959. Después de trabajar en la embajada en Tokio de 1959 a 1964, fue representante permanente del embajador en Manila de junio a agosto de 1961 . De 1963 a 1965 fue responsable de la cooperación política europea y del tratado de amistad franco-alemana en el departamento de política europea del departamento político del Ministerio de Exterior.
En 1965, Huyn pidió su liberación en el curso de un asunto de confidencialidad públicamente publicitado sobre su persona, el asunto Huyn.
Hans Huyn luego trabajó como publicista. En 1969 trabajó para la administración financiera federal y en 1972 se convirtió en empleado del grupo estatal CSU en el grupo parlamentario CDU/CSU en el Bundestag alemán. Fue asesor de política exterior de Franz Josef Strauss hasta 1976. En 1976, él mismo se convirtió en miembro del Bundestag alemán y fue miembro de la circunscripción de Rosenheim de 1976 a 1987 y de 1988 a 1990. Fue miembro del Comité de Asuntos Exteriores, el Comité de Alemania Interior y el Comité de Defensa , así como el portavoz de política exterior de la CSU en el Bundestag alemán.
Huyn es autor de varios libros que tratan principalmente de la Ostpolitik y la Unión Soviética. Ya en 1969 escribió el Libro del vino del Tirol, en el que señalaba el potencial del vino del Tirol del Sur en particular y pedía a la industria del vino del Tirol del Sur que cultivara el vino según criterios de calidad en lugar de cantidad.
Como católico, participó activamente en la Ayuda a la Iglesia Necesitada, de la que fue presidente en Alemania desde 1988 hasta 2005. Desde 2000 hasta su muerte fue miembro del Patronato del Foro Católico Alemán. Hans Huyn también era un familiar de la Orden Teutónica.

## Premios
- Orden del Mérito de la República Federal de Alemania (1986)
- Orden del Mérito de Baviera